# 西奥多·赫茨尔广场

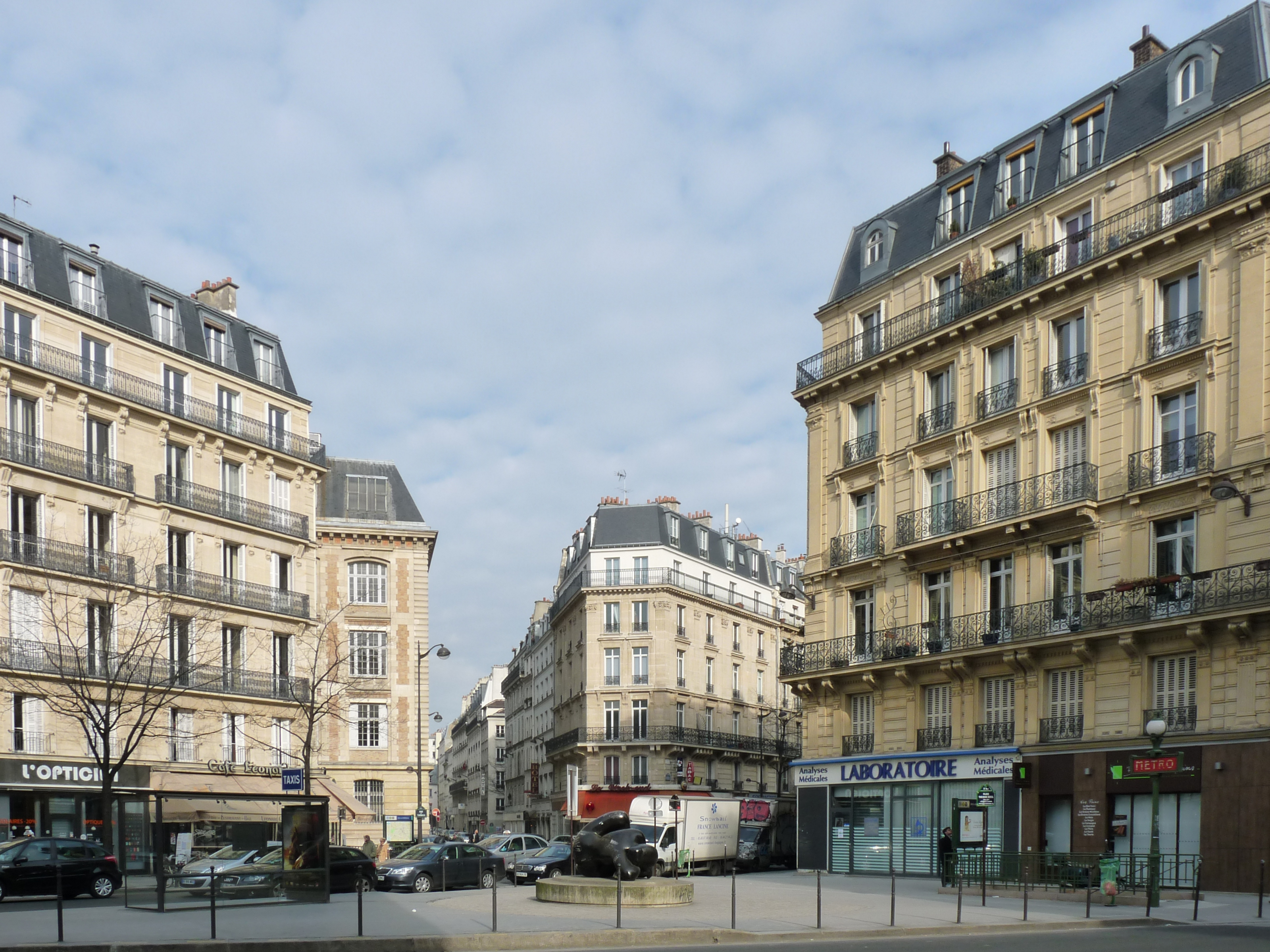

西奥多·赫茨尔广场（Place Theodor-Herzl）是巴黎第三区的一个三角形广场，位于玛黑区的rue de Turbigo与rue Réaumur转角。
附近的地铁站是工艺美术馆站（Arts et Métiers）。

## 名称
广场得名于奥匈帝国犹太裔记者和锡安主义运动创建人西奥多·赫茨尔 (1860-1904), 以色列國父。

## 历史
广场命名于2006年7月12日。市长Bertrand Delanoë出席了仪式。